# Хеленистика
Хеленистика (такође грчке/хеленске студије) је интердисциплинарна научна област која се фокусира на језик, књижевност, културу и историју Грчке, од античких времена до савременога доба. На универзитетском нивоу, хеленистика подразумијева скуп предмета путем којих се студенти упознају с историјским, политичким и културним искуствима не само античке Грчке, већ и Византије, Отоманског царства и модерне Грчке.
На универзитетима западне хемисфере, хеленистика подразумијева грчку културу и цивилизацију од антике до савременог доба, укључујући и византијску, отоманску и модерну, односно савремену, Грчку. Нпр, на Универзитету у Флориди, Центар за грчке студије обједињава предмете и програме који се тичу грчке прошлости и садашњости, у циљу промовисања универзалних вриједности грчкога свијета. Центар за хеленске студије на Харварду има за циљ афирмисање хуманистичких идеала античког свијета, уз фокус на хеленску цивилизацију у најширем смислу. Програм хеленских студија на Универзитету у Њујорку подразумијева свеобухватно и интердисциплинарно разумијевање језика, књижевности, историје и политике пост-класичне Грчке, укључујући византијско, отоманско и модерно насљеђе. Такође, Принстон има програм хеленистике основан 1979. године, који укључује све научне дисциплине које се баве било којим периодом грчке историје и културе, док истоимени програм на Јејл универзитету нуди курсеве модерног грчког језика, као и курсеве модерне и савремене грчке књижевности и отоманске и модерне грчке историје.
У Европи постоји неколико сличних институција, као што су Центар за хеленске студије при Кингс колеџу у Лондону, британско Хеленско друштво, Центар за грчке студије на Кембриџу, Центар за византијске, отоманске и новогрчке студије на Универзитету у Бирмингему, Хеленски институт у Венецији и Центар за хеленске студије у Подгорици.
Институције које се баве хеленистиком објављују и научне часописе из те области као што су: The Journal of Hellenic Studies, Byzantine and Modern Greek Studies, Greek, Roman, and Byzantine Studies, Akropolis: Journal of Hellenic Studies, итд.